# Aldegonde
Pour les articles homonymes, voir Sainte Aldegonde.
Aldegonde est un prénom féminin peu usité.

## Étymologie
Aldegonde est un prénom féminin médiéval, peu usité aujourd'hui, d'origine germanique (Adalgund(a), avec métathèse) et signifiant adal, « noble » et gund, « guerrier ».

## Occurrence
Ce prénom, rarissime depuis la fin du Moyen-Âge, fut donné pour la dernière fois en France en 1922 (4 naissances d'Aldegonde).

## Personnes
- Aldegonde de Maubeuge (630-684) est une sainte catholique fêtée le 30 janvier ;
- Antoinette Desmoulins, plus connue sous nom nom en religion Aldegonde Desmoulins (1611-1692), est une religieuse bénédictine, écrivaine, calligraphe, compositrice, styliste et architecte ;
- Aldegonde de Bavière (1823-1914) est une princesse bavaroise ;
- Aldegonde Eleonore de Lannoy, dame de Bornhem ;
- Aldegonda A. F. Leppens, plus connue comme Micha Marah (1953-), une actrice et chanteuse belge flamande ;
- Aldegonda Palmen, plus connue comme Connie Palmen (1955-), une écrivaine et philosophe néerlandaise.

## Fête
Les Aldegonde peuvent être fêtées le 30 janvier, avec les deux saintes chrétiennes portant ce nom.

## Lieu
Mont-Sainte-Aldegonde, section de la commune belge de Morlanwelz

## Variantes linguistiques
- Aldegund
- Adelgunde (allemand)